# Music Complete
Music Complete – dziesiąty album studyjny brytyjskiego rockowego i synthpopowego zespołu New Order, wydany 25 września 2015 przez Mute Records, dystrybuowana na terenie Europy przez PIAS. Na single promujące wydawnictwo wybrano utwory: "Restless" i "Plastic".

## Lista utworów
1. Restless
2. Singularity
3. Plastic
4. Tutti Frutti
5. People On The High Line
6. Stray Dog
7. Academic
8. Nothing But A Fool
9. Unlearn This Hatred
10. The Game
11. Superheated